# In den Heimgärten

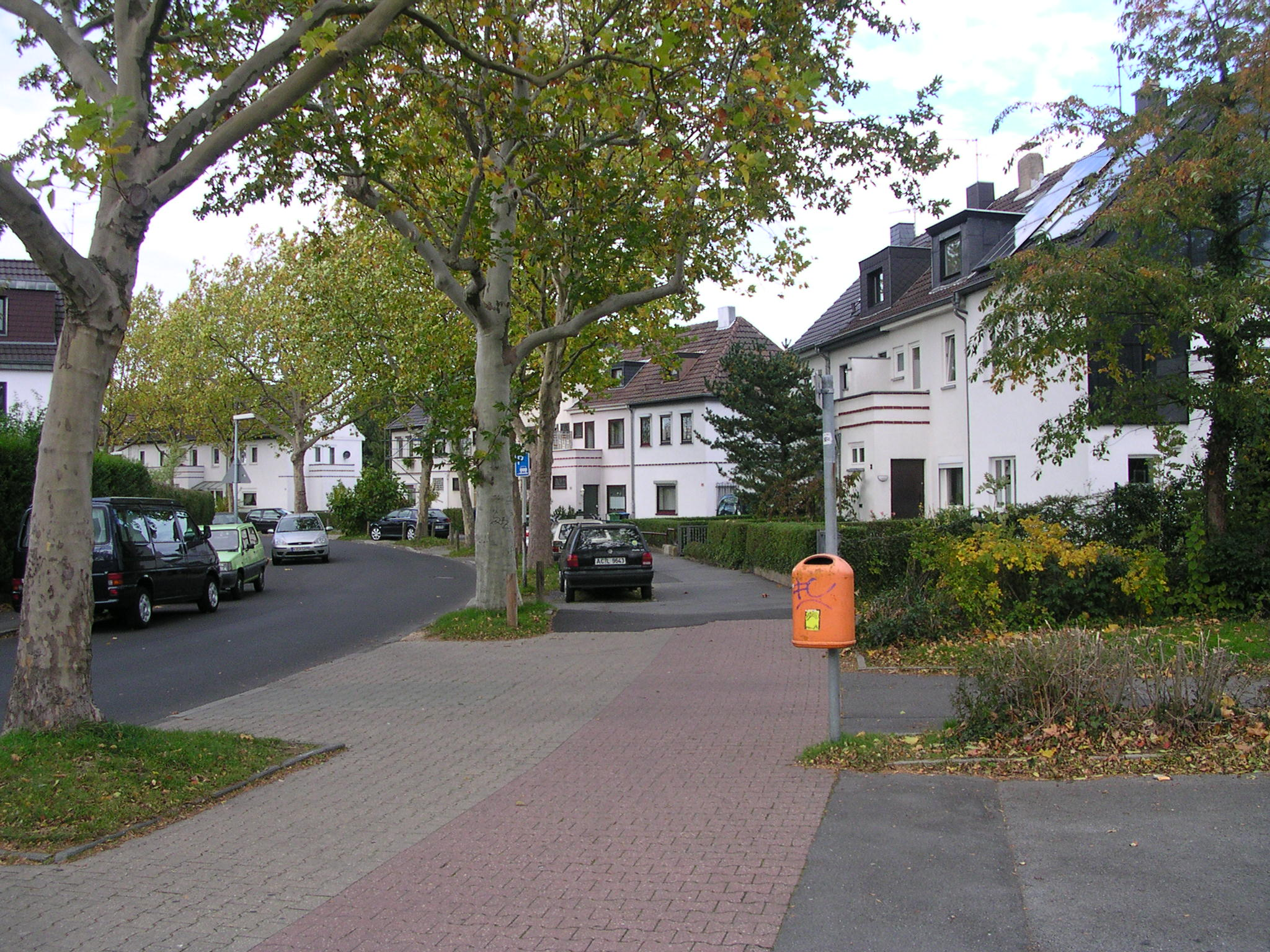
Häuserzeile in der Straße Gillesbachtal der Siedlung „In den Heimgärten“

In den Heimgärten ist eine Reihenhaussiedlung in Aachen. Die Siedlung stammt aus den 1920er Jahren und steht seit 2005 als Denkmalbereich unter Denkmalschutz.

## Lage
Die Siedlung liegt im Aachener Stadtteil Burtscheid im Stadtbezirk Aachen-Mitte etwa 300 Meter östlich der Kirche St. Michael. Die Westgrenze der Siedlung bildet die Friedrich-Ebert-Allee, einige Häuser der Siedlung liegen auch auf deren Westseite. Nördlich der Siedlung verläuft die Bahnstrecke Aachen-Köln, östlich der Siedlung fließt der Gillesbach. Der Branderhofer Weg bildet die Südgrenze der Siedlung.

## Geschichte

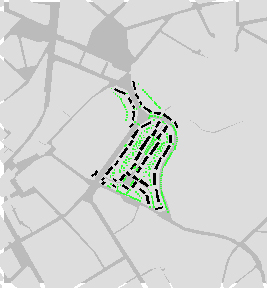
Gebäude (schwarz) und Baumbestand (grün) der Siedlung „In den Heimgärten“ in Aachen im Jahre 1925

Die Siedlung wurde von 1926 bis 1929 als Wohnsiedlung errichtet.
2005 wurde die Siedlung als Ensemble unter Denkmalschutz gestellt und war damit der erste der Denkmalbereiche in Aachen. Der Denkmalbereich umfasst auch die nördlich und östlich an die Siedlung angrenzende Grünanlage bis zum Bahndamm und zum Gillesbach.

## Beschreibung
Die Siedlung wird durch mehrere Straßen erschlossen. Die Friedrich-Ebert-Allee und die Straße Im Gillesbachtal umgeben die Siedlung von außen. Durch den gebogenen Verlauf der Straße Im Gillesbachtal bilden sie gemeinsam eine Hufeisenform. In der Mittelachse des Hufeisens verläuft die Straße In den Heimgärten, nach der gegenwärtig die gesamte Siedlung benannt ist. Sie stößt auf die quer zwischen Friedrich-Ebert-Allee und Im Gillesbachtal verlaufende Straße Weingartsberg. Am Treffpunkt der beiden Straßen ist ein rechteckiger Platz angelegt, der Weingartshof.
Die Straßen sind von Reihenhausgruppen gesäumt.
Neben dem Denkmalschutz als Denkmalbereich ist das Wohnhaus im Gillesbachtal 28 als eigenständiges Baudenkmal in die Denkmalliste Aachens eingetragen.

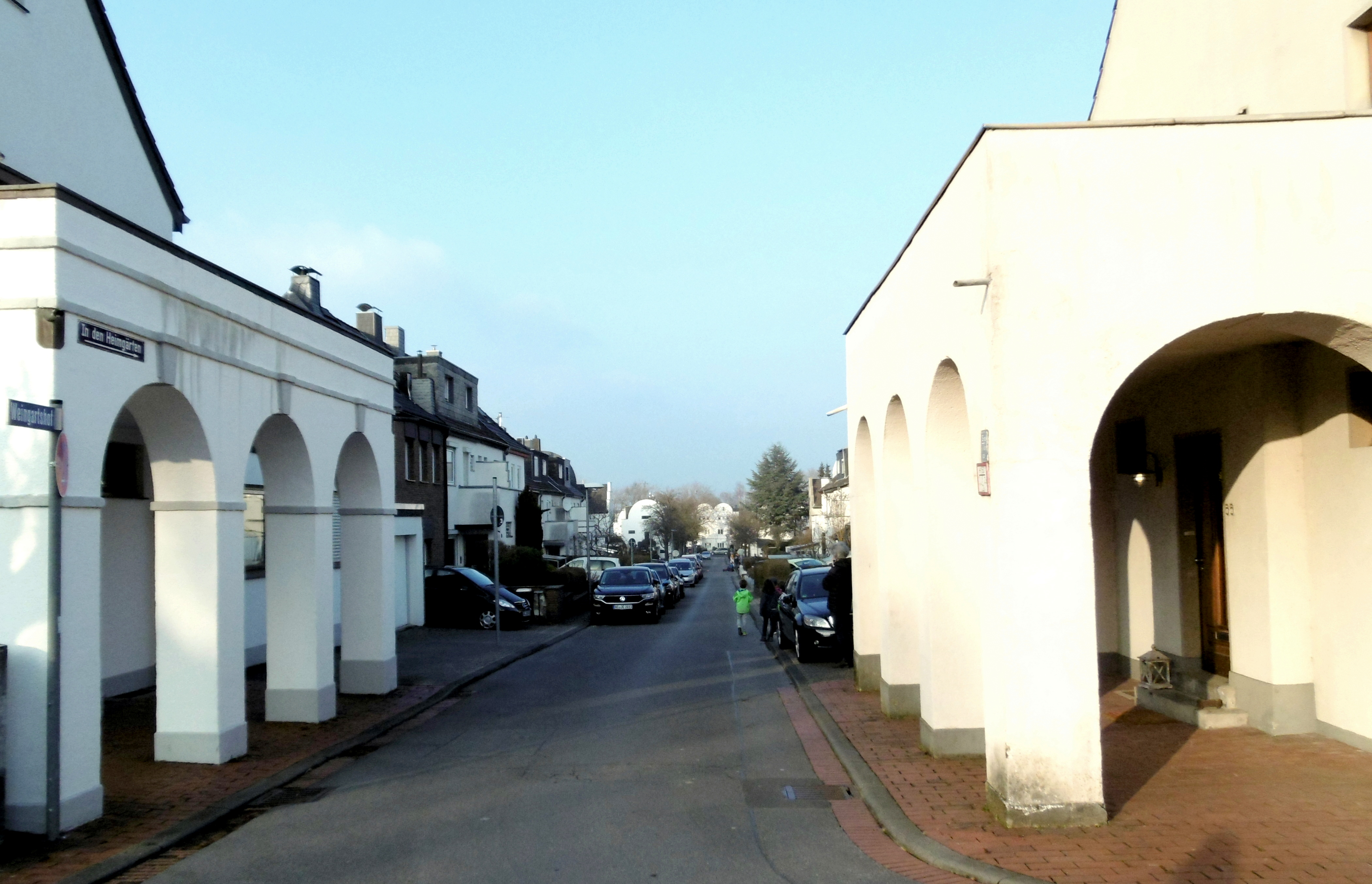
Straße „In den Heimgärten“
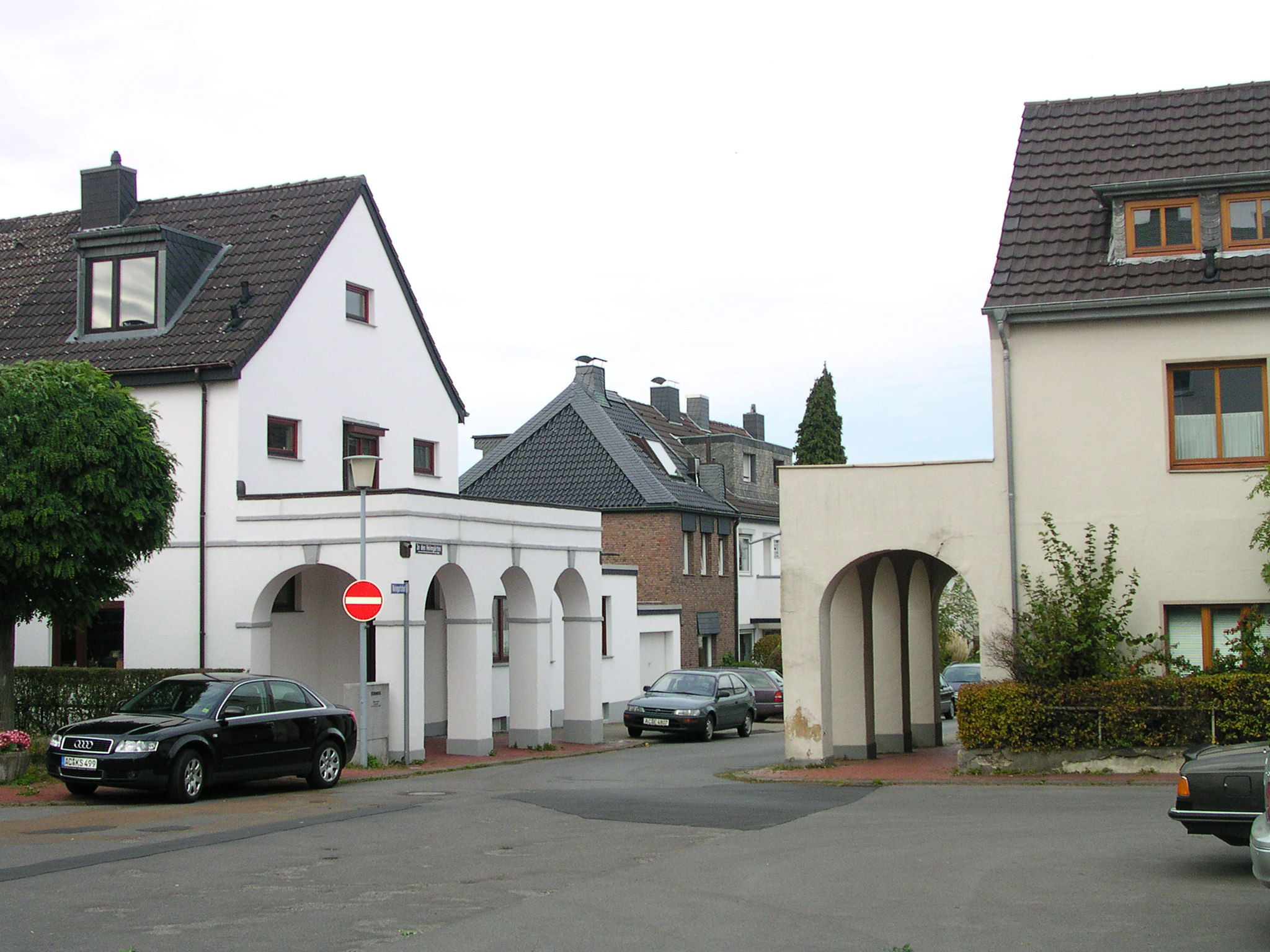
Weingartshof, Nordseite
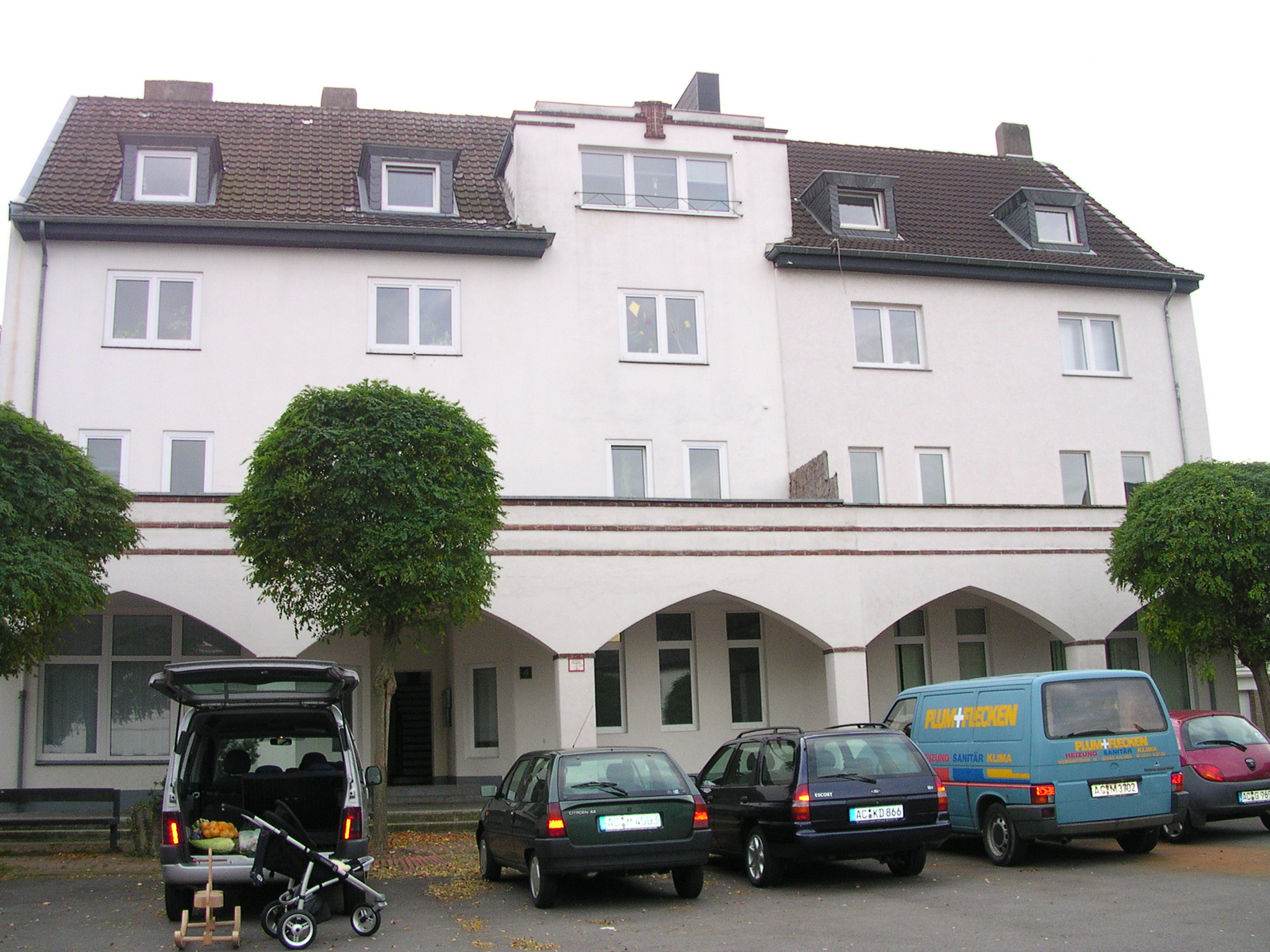
Weingartshof, Südseite
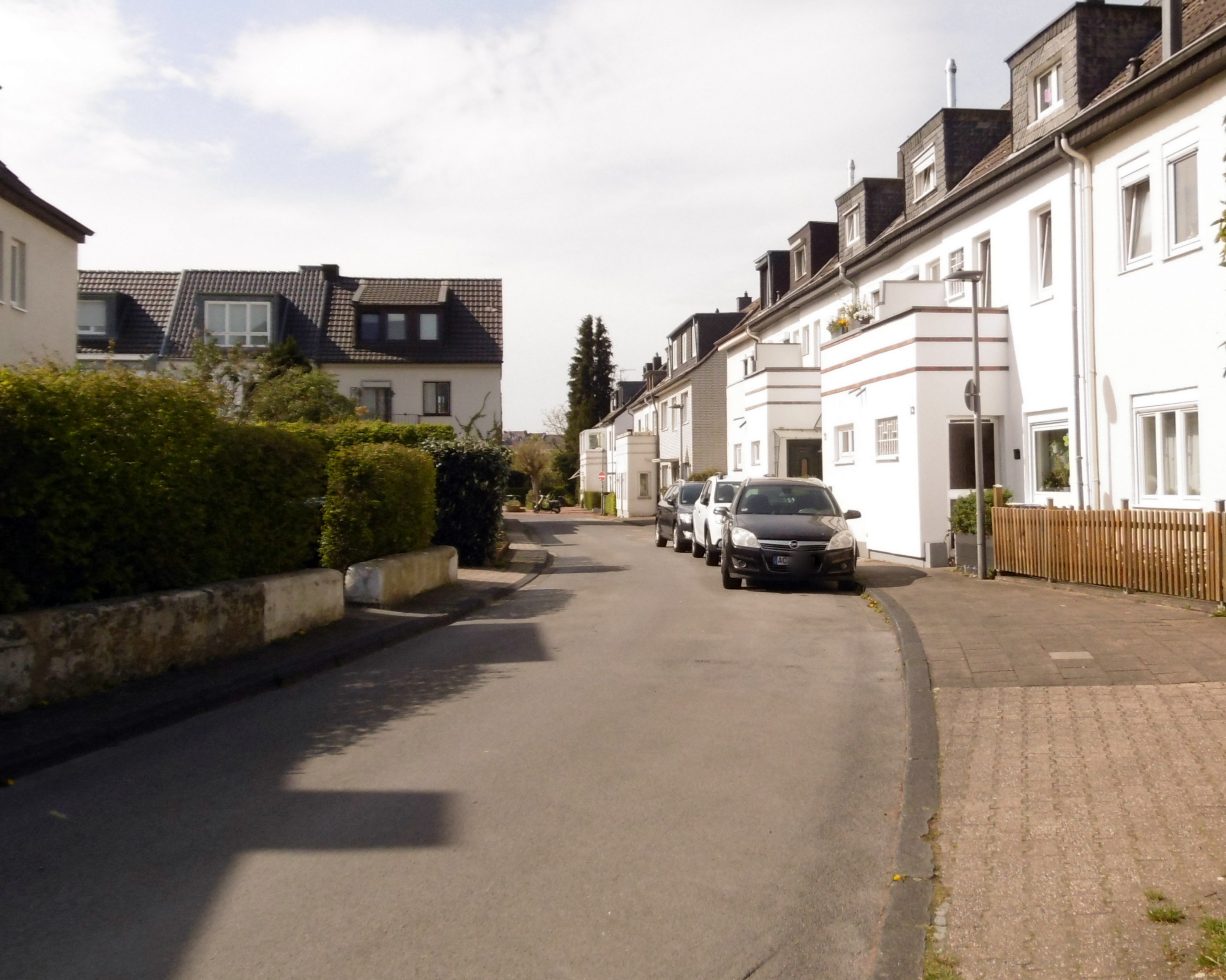
Weingartsberg
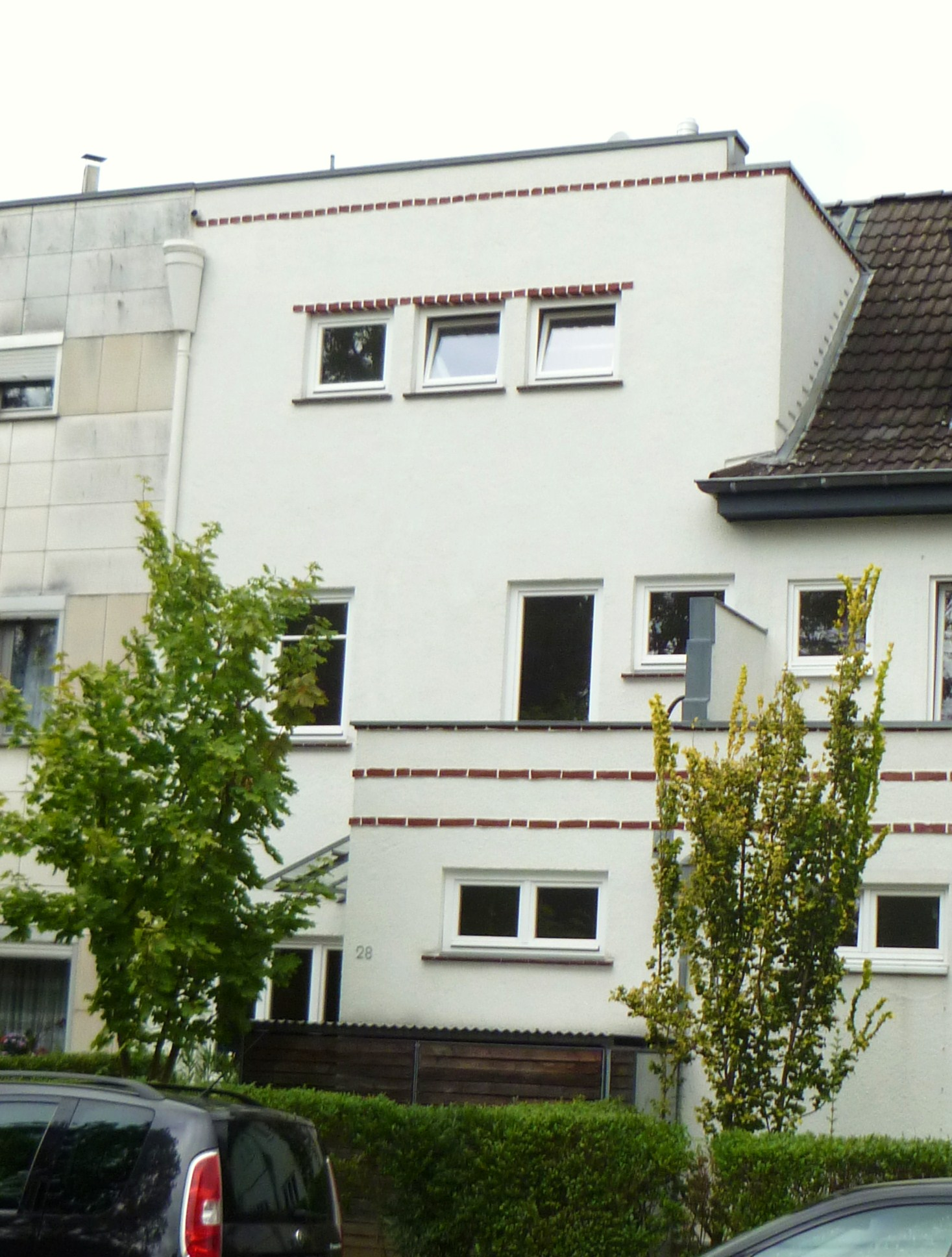
Im Gillesbachtal 28

## Erhaltung und Entwicklung
Zur Erhaltung und Entwicklung der Siedlung hat die Stadt Aachen verschiedene Satzungen verabschiedet.